# عزلة بني مهدي (إب)

تعديل مصدري - تعديل

عزلة بني مهدي هي إحدى عزل مديرية القفر في محافظة إب اليمنية ويبلغ تعداد سكانها 2847 نسمة حسب التعداد السكاني في اليمن لعام 2004.